# Abraham Hogenberg
Abraham Hogenberg (auch: Abraham Hoog[h]enbergh) (* nach 1578 in Köln; † nach 1653 ebenda) war ein Kölner Kupferstecher und Kunstmaler der frühen Neuzeit, der auch Kunsthandel betrieb.

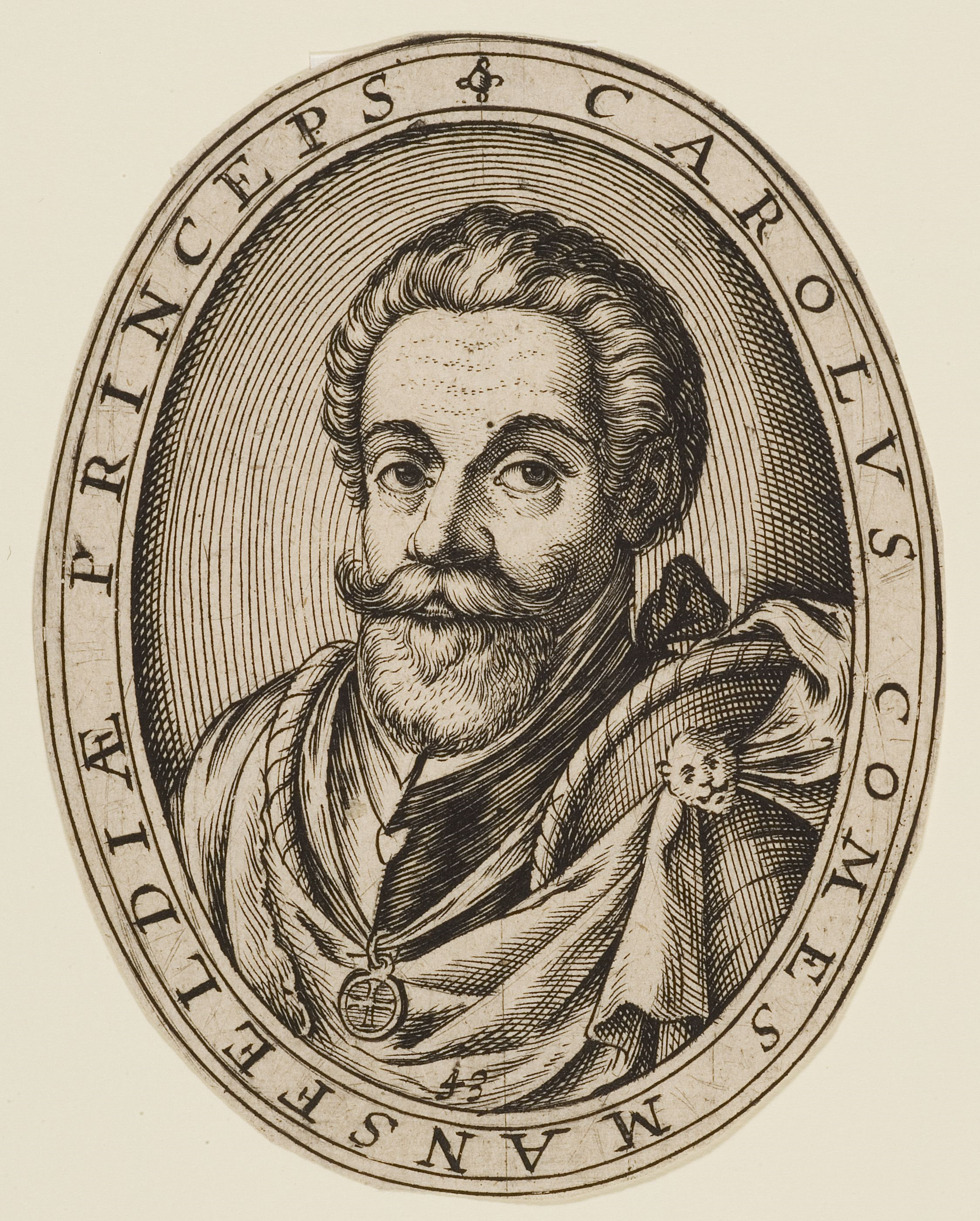
Porträt Karl von Mansfeld

## Wirken

Reiterstandbild Jan van Werth (2. März 1635)

Über seine Lebensumstände und sein Wirken ist nur wenig bekannt. Sein Vater war wahrscheinlich der in Köln lebende Kupferstecher Frans Hogenberg, seine Mutter Agnes Hogenberg-Lomar. Deren Sohn Abraham wurde wohl nach 1578 geboren, denn er war bereits 1590 tätig, da ihm das Titelblatt mit „Herkules und Omphale“ zugeordnet wird. 1599 erschienen seine Geschichtsblätter, so etwa die „Belagerung von Schenkenschanz durch die Spanier im April 1599“ („Fortalicium Schenckianum“). Um 1605 übernahm er die Leitung der elterlichen Kupferstecherei von seiner Mutter Agnes Hogenberg-Lomar. Im Jahre 1608 war er als Meister bei der Malerzunft eingeschrieben und wohnte später „under Helmschläger im gülden Ring“ (der heutige östliche Teil der Straße Am Hof). Ein erst 1846 von Johann Jakob Merlo entdecktes Gemälde mit der heiligen Franciska in 14 Szenen aus ihrem Leben trägt die Bildsignatur „Abraham Hogenbergius von Cöln“ (1608). Nach 1609 erscheint sein Kupferstich Schweidt („Beschreibung und abris des Collnischen Schweidts, mit seinen Gemercken, Wegen, Scheidungen, ein- und umliegenden dorfferen, heuseren, landen“) über Köln. Der „Cöllnische Schweidt“ sind die Weidegerechtsame der Bauernbänke innerhalb des Burgbanns der Stadt. Hierauf sind markante städtische Bauwerke und Straßen enthalten, so auch die 1503 erbaute Stommeler Windmühle. Zu seinen Kupferstichen gehören unter anderem das Reiterbildnis des Ernest Markgraf von Brandenburg (1611). In Zusammenarbeit mit dem Typografen Anton Hierat gab er 1618 Band 6 zum Braun’schen Städtebuch (Georg Braun) mit einer Widmung beider vom 20. September 1617 heraus. 1627 entstanden mehrere Blätter zum „Fama Austriaca“, der „Aacher Chronick“ (1632) oder das Titelblatt zum „Atrum Inextinctum“ (1636). Eine Serie von Titelblättern stellt Antwerpen (1598), Prag (1635) oder „Bei Straßburg“ (1635) dar.

## Weitere Werke
Abraham Hogenberg wird ferner das „Turnier der Spanier in Brüssel 1569“, die „Schlacht von Gembloux (31. Januar 1578)“, die Radierung „Blick auf Neapel und den Vesuv“ (1578) oder die „Belagerung von Breda durch Spinola“ (datiert 5. Juni 1625) zugeschrieben. Vom 2. März 1635 datiert der Kupferstich des Jan van Werth (Joannem de Weert). Eines seiner letzten Werke dürfte die Abbildung eines im Dezember 1652 erschienenen Kometen sein, die 1653 gedruckt wurde. Das Bild war keine Fiktion, denn dieser „ungemein große“ Komet war über 20 Tage sichtbar und wurde am 16. Dezember 1652 von Johannes Hevelius entdeckt. Demnach dürfte Abraham Hogenberg – für damalige Verhältnisse – mit 75 Jahren sehr alt geworden sein.
- Verschiedene Kupferstiche erschienen in Fama Avstriaca von Gaspar Ens. Von Brachel u. a., Cölln 1627. (Digitalisat)

## Familie
Im flämischen Mechelen und in Köln lebten im Mittelalter einige Personen mit dem Namen Hoog(h)enbergh, allesamt Kupferstecher oder Maler. Die Fachliteratur ist sich dabei nicht einig im Hinblick auf die Zuordnung der Verwandtschaftsverhältnisse. Remigius Hogenberg wird überwiegend als Bruder von Frans Hogenberg eingestuft, deren Vater war Johann Nikolaus Hogenberg. Abraham Hogenberg (1578–1653) und Johann Hogenberg († 1554 in Mechelen) waren nach verbreiteter Ansicht die Söhne von Frans Hogenberg.